# TeleRatti
TeleRatti (o La notte dei Teleratti) è stato un evento televisivo antitesi dei Telegatti, ideato dall'autore e regista Aldo Innocenti, volto a premiare i peggiori programmi e i peggiori personaggi della TV italiana. Ne furono realizzate quattro edizioni andate in onda in seconda serata su diverse emittenti: le prime due su Videomusic mentre le ultime due su Rai 3. Alla conduzione vi furono Dario Vergassola (insieme ad alcuni comici) nelle prime due edizioni, Claudio Lippi con Amanda Lear nella terza, e Claudio G. Fava con Gloria De Antoni e Oreste De Fornari nella quarta.

## Le edizioni

### 1994[3]
- Domenica in, Rai 1
- I fatti vostri, Rai 2
- Non è la RAI, Italia 1
- Radio Londra, Italia 1
- Sgarbi quotidiani, Canale 5
- Teleratto alla carriera: TV Sorrisi e Canzoni

### 1995[4]
- Complotto di famiglia, Canale 5
- Domenica in, Rai 1
- I fatti vostri, Rai 2
- Il processo di Biscardi, TELE+
- TG4, Rete 4
- Teleratto alla carriera: Mike Bongiorno

### 1996[5]
- Peggior personaggio dell'anno: Alberto Castagna
- Altri personaggi premiati: Raffaella Carrà e Alda D'Eusanio
- Trasmissioni TV candidate: Carràmba! Che sorpresa (Rai 1), L'Italia in diretta (Rai 2), Rose rosse (Canale 5), e Stranamore (Canale 5)[6]

### 1997[7]
- Macao, Rai 2
- Stranamore, Canale 5
- Peggior videoclip: Strani giorni di Franco Battiato

## Revival
A dieci anni di distanza l'evento viene riesumato da Davide Maggio, blogger televisivo italiano, che organizza a cadenza annuale sette edizioni tra il 2007 e il 2013.
Originariamente nato come iniziativa isolata, già dalla seconda edizione ha visto la partecipazione di una giuria di qualità, composta da giornalisti delle principali testate nazionali e agenzie stampa, che integrano il parere degli ascoltatori, espresso in precedenza tramite il web.
Originariamente tenutasi a maggio, al termine della stagione televisiva, nel 2013 si è svolta una serata speciale tenuta a settembre a Rimini e aperta da Fiorello, che compose per l'occasione anche una sigla, parodiando quella dei Telegatti, cui il premio si ispira per antonimia.

### Le edizioni

#### 2007
- Trasmissione dell'anno: Buona Domenica[9], Canale 5
- Personaggio dell'anno: Paola Perego[9]
- Informazione e approfondimento: Lucignolo[9], Italia 1
- Fiction dell'anno: La freccia nera[9], Canale 5
- Flop dell'anno: Unan1mous[9], Canale 5
- Programma più noioso: Buon Pomeriggio[9], Canale 5
- Programma «C'ero ma non se n'è accorto nessuno»: Comedy Club[9], Italia 1
- Programma più fazioso: AnnoZero[9], Rai 2
- Premio speciale - Teleratto di piombo: Maurizio Costanzo e Maria De Filippi[9]

#### 2008 - Che vinca il peggiore!
- Peggior programma dell'anno: Buona Domenica[10], Canale 5
- Peggior personaggio dell'anno: Elisabetta Gregoraci[10]
- Programma più trash: Buona Domenica[10], Canale 5
- Flop dell'anno: Uomo e gentiluomo[10], Rai 1
- Peggior programma d'informazione e approfondimento: La vita in diretta[10], Rai 1
- Peggior quiz / game show: 1 contro 100[10], Canale 5
- Peggior programma d'intrattenimento: Gabbia di matti[10], Canale 5
- Programma più fazioso: AnnoZero[10], Rai 2
- Programma più noioso: Occhio alla spesa[10], Rai 1
- Programma «C'ero ma non se n'è accorto nessuno»: Canta e vinci[10], Italia 1
- Peggior fiction: La figlia di Elisa - Ritorno a Rivombrosa[10], Canale 5
- Teleratto speciale di piombo: Buona Domenica[10], Canale 5
- Teleratto speciale di ferro: TG4[10], Rete 4
- Teleratto speciale di amianto: Amici di Maria De Filippi[10], Canale 5

La giuria di qualità è composta da:
- Ernesto Assante, la Repubblica
- Elmar Burchia, Corriere della Sera
- Maurizio Caverzan, il Giornale
- Maria Giovanna Maglie, il Giornale
- Paolo Martini, La Stampa
- Alessandra Menzani, quotidiano Libero
- Daniele Passanante, portale Libero
- Mariano Sabatini, Metro
- Francesco Specchia, quotidiano Libero

#### 2009 - Quando i Telegatti non ci sono... i TeleRatti ballano
- I 5 minuti da dimenticare: TG1, elogio degli ascolti degli speciali sul terremoto in Abruzzo[11]
- Flop dell'anno: Bellissima[11], Canale 5
- Il miracolato dell'anno, ovvero il personaggio che meno ha meritato la sua presenza sulle scene televisive: Elisa Isoardi[11]
- Le ultime parole famose: «Ma chi sarà mai questa De Filippi che l'Italia deve fermarsi davanti a lei? […] E se io la battessi negli ascolti, cosa facciamo, l'ammazziamo?» (Pippo Baudo durante la conferenza stampa di Serata d'onore, 13 novembre 2008)[11]
- Lo scostumato dell'anno (personaggio peggio vestito dell'anno): Paola Perego[11]
- Peggior fiction: Il sangue e la rosa[11], Canale 5
- Peggior opinionista: Luca Giurato[11]
- Peggior personaggio dell'anno: Paola Perego[11]
- TeleRattone 2009: La fattoria 4[11], Canale 5
- Peggior programma di informazione e cultura: Lucignolo[11], Italia 1
- Peggior programma di intrattenimento: Uomini e donne[11], Canale 5
- Peggior programma novità: Il ballo delle debuttanti[11], Canale 5
- Peggior spot pubblicitario: Napoli bella ieri, bella oggi, bella domani (pubblicità della Presidenza del Consiglio dei ministri in collaborazione con Pubblicità Progresso)[11]
- Peggior quiz / game show: MotoGP Quiz[11], Italia 1
- Peggior reality: La fattoria 4[11], Canale 5
- Peggior programma satellitare/DTT: Essere Valeria[11], Fox Life
- Personaggio più fazioso: Emilio Fede[11]
- TeleRatto della critica: giornalisti inviati in Abruzzo[11][12]
- TeleRatto bislacco: Barbara d'Urso[12]
- TeleRatto d'onore: Antonio Ricci per Striscia la notizia[12]

La giuria di qualità è composta da:
- Maurizio Caverzan, il Giornale
- Alessandra Comazzi, La Stampa
- Alberto D'Amico, TgCom
- Silvia Fumarola, la Repubblica
- Maria Giovanna Maglie, il Giornale
- Paolo Martini, La Stampa, Chi e Il Sole 24 Ore
- Alessandra Menzani, quotidiano Libero
- Guglielmo Nappi, Leggo
- Daniele Passanante, portale Libero
- Laura Rio, il Giornale
- Mariano Sabatini, Metro, Radio Capital
- Francesco Specchia, Collana Editoriale MediaMursia
- Maria Volpe, Corriere della Sera

#### TeleRatti 2010 - Non c'è limite al peggio
I premi dell'anno 2010 sono stati comunicati da Caterina Balivo durante la trasmissione Festa italiana su Rai 1.
- I 5 minuti da dimenticare: proposta di matrimonio di George Leonard a Carmela Gualtieri in diretta al Grande Fratello 10[13]
- Flop dell'anno: Il più grande (italiano di tutti i tempi)[13], Rai 2
- Il miracolato dell'anno: Emanuele Filiberto di Savoia[13]
- Le ultime parole famose: «Quando i miei figli hanno saputo che avevo accettato, ho fatto loro una promessa solenne: vostra madre non si presterà mai alla volgarità» (Barbara d'Urso alla vigilia del suo debutto come conduttrice di Domenica Cinque, 1º settembre 2009)[13]
- Lo scostumato dell'anno: George Leonard[13]
- Peggior fiction: Fratelli Benvenuti[13], Canale 5
- Peggior opinionista: Antonia Dell'Atte[13]
- Peggior personaggio femminile: Barbara d'Urso[13]
- Peggior personaggio maschile: George Leonard[13]
- Peggior programma di informazione e cultura: Pomeriggio Cinque[13], Canale 5
- Peggior programma di intrattenimento: Domenica Cinque[13], Canale 5
- Peggior programma novità: Domenica Cinque[13], Canale 5
- Peggior programma su un'emittente locale: rubriche di cartomanzia della sensitiva Rita Russo[13]
- Peggior spot pubblicitario: Prex, rosario elettronico[13]
- Peggior quiz / game show: Cuore di mamma[13], Rai 2
- Peggior reality / talent show: Io canto (Canale 5) & Vite spiate (solo sul Web)[13]
- Peggior programma satellitare: SOS Patata[13] (FX)
- Personaggio più fazioso: Augusto Minzolini[13]
- Peggior programma dell'anno: Domenica Cinque[13], Canale 5
- TeleRatto della critica: Augusto Minzolini[13]

La giuria di qualità è composta da:
- Valeria Braghieri, il Giornale
- Marida Caterini, il Tempo
- Maurizio Caverzan, il Giornale
- Alessandra Comazzi, La Stampa
- Alberto D'Amico, TgCom
- Piero Degli Antoni, QN
- Luca Dondoni, La Stampa
- Renato Franco, Corriere della Sera
- Silvia Fumarola, la Repubblica
- Paolo Giordano, il Giornale
- Emanuela Grigliè, City
- Andrea Laffranchi, Corriere della Sera
- Alessandra Magliaro, ANSA
- Maria Giovanna Maglie, quotidiano Libero
- Paolo Martini, La Stampa, Chi e Il Sole 24 Ore
- Alessandra Menzani, quotidiano Libero
- Marco Molendini, il Messaggero
- Guglielmo Nappi, Leggo
- Leandro Palestini, la Repubblica
- Daniele Passanante, portale Libero
- Patrizia Pertuso, Metro
- Ornella Petrucci, il Velino
- Laura Rio, il Giornale
- Mariano Sabatini, Metro
- Gabriella Sassone, il Tempo e Dagospia
- Francesco Specchia, Collana Editoriale MediaMursia
- Michele Traversa, LSD Magazine
- Maria Volpe, Corriere della Sera

#### 2011 - E mo so' Ratti!
- I 5 minuti da dimenticare: intervista di Barbara d'Urso a Francesco Nuti nel corso di Stasera che sera![14][15]
- Flop dell'anno: Stasera che sera![14], Canale 5
- Gli scoppiati dell'anno, ovvero peggior coppia televisiva: Pippo Baudo e Bruno Vespa per Centocinquanta[14]
- Le ultime parole famose: «Noi non abbiamo bisogno di mettere faccioni sul vidiwall e parlar male di persone. Noi vogliamo bene a tutti» (Barbara d'Urso, replicando alla fotointervista di Antonella Clerici al Senso della vita, 9 maggio 2011)[14]
- Lo scostumato dell'anno: Antonella Clerici[14]
- Peggior fiction: Non smettere di sognare[14], Canale 5
- Peggior autorato: Uman - Take Control![14], Italia 1
- Peggior opinionista: Angela Sozio[14]
- Peggior personaggio: Barbara d'Urso[14]
- Peggior programma di informazione e cultura: Domenica Cinque[14], Canale 5
- Peggior programma di intrattenimento: Stasera che sera![14], Canale 5
- Peggior scenografia: Uman - Take Control![14], Italia 1
- Peggior fenomeno (da baraccone) di un reality / talent show: Nando Colelli[14]
- Peggior programma dell'anno - Telerattone 2011: Stasera che sera![14], Canale 5
- TeleRatto della critica: Bruno Vespa e Pippo Baudo per Centocinquanta[14][16]
- TeleCapra, TeleRatto speciale assegnato dalla critica: Vittorio Sgarbi[16]

La giuria di qualità è composta da:
- Donatella Aragozzini, quotidiano Libero
- Valeria Braghieri, il Giornale
- Marida Caterini, il Tempo
- Maurizio Caverzan, il Giornale
- Alessandra Comazzi, La Stampa
- Piero Degli Antoni, QN
- Luca Dondoni, La Stampa
- Enrica Fantoni, Yahoo! Italia
- Renato Franco, Corriere della Sera
- Silvia Fumarola, la Repubblica
- Paolo Giordano, il Giornale
- Emanuela Grigliè, City
- Andrea Laffranchi, Corriere della Sera
- Sauro Legramandi, TgCom
- Maria Giovanna Maglie, quotidiano Libero
- Angela Majoli, ANSA
- Paolo Martini, La Stampa, Chi e Il Sole 24 Ore
- Valeria Massarelli, AGI
- Alessandra Menzani, quotidiano Libero
- Marco Molendini, il Messaggero
- Guglielmo Nappi, Leggo
- Leandro Palestini, la Repubblica
- Patrizia Pertuso, Metro
- Ornella Petrucci, il Velino
- Laura Rio, il Giornale
- Gabriella Sassone, il Tempo e Dagospia
- Francesco Specchia, Collana Editoriale MediaMursia
- Carlo Tecce, Il Fatto Quotidiano
- Michele Traversa, LSD Magazine
- Maria Volpe, Corriere della Sera

#### 2012 - Gli ultimi saranno i primi!
- I 5 minuti da dimenticare: intervento di Pupo durante la prima serata del Festival di Sanremo 2012[17]
- Flop dell'anno: Baila![17], Canale 5
- Le ultime parole famose: «Per la prima volta non dirò un bel niente della mia vita privata perché comunque non giova» (Belén Rodríguez ai microfoni del TG5 delle 13, 22 aprile 2012)[17]
- Lo Scostumato dell'Anno: Valerio Scanu[17]
- Peggior fiction: Barbarossa[17], Rai 1
- Peggior personaggio: Barbara d'Urso[17]
- Peggior programma del daytime: Domenica Cinque[17], Canale 5
- Peggior programma di informazione e cultura: Pomeriggio Cinque[17], Canale 5
- Peggior programma di intrattenimento: Tamarreide[17], Italia 1
- Peggior programma sportivo: Il processo di Biscardi[17], 7 Gold
- Prezzemolino dell'anno: Belén Rodríguez[17]
- NanoRatto: Simona Goes to Hollywood[17], Sky Uno
- Twitteratto: Valerio Scanu[17]
- Peggior programma dell'anno –TeleRattone 2012: Grande Fratello 12[17], Canale 5
- TeleRatto della critica: Federica Panicucci[17]

La giuria di qualità è composta da:
- Donatella Aragozzini, freelance
- Valeria Braghieri, il Giornale
- Marida Caterini, il Tempo
- Alessandra Comazzi, La Stampa
- Piero Degli Antoni, QN
- Luca Dondoni, La Stampa
- Renato Franco, Corriere della Sera
- Paolo Giordano, il Giornale
- Andrea Laffranchi, Corriere della Sera
- Sauro Legramandi, TGcom
- Chiara Maffioletti, Corriere della Sera
- Alessandra Magliaro, ANSA
- Maria Giovanna Maglie, quotidiano Libero
- Gabriella Mancini, la Gazzetta dello Sport
- Paolo Martini, Sette
- Valeria Massarelli, AGI
- Alessandra Menzani, quotidiano Libero
- Marco Molendini, il Messaggero
- Guglielmo Nappi, Leggo
- Leandro Palestini, la Repubblica
- Martina Pennisi, Vanity Fair
- Patrizia Pertuso, Metro
- Ornella Petrucci, il Velino
- Laura Rio, il Giornale
- Gabriella Sassone, Dagospia
- Francesco Specchia, MediaMursia
- Nicoletta Tamberlich, ANSA
- Carlo Tecce, Il Fatto Quotidiano
- Michele Traversa, LSD Magazine
- Giuseppe Videtti, la Repubblica
- Maria Volpe, Corriere della Sera

#### 2013 - Il Ratto è tratto!
- Peggior programma dell'anno: Pomeriggio Cinque, Canale 5
- I 5 minuti da dimenticare: intervista di Barbara d'Urso a Silvio Berlusconi
- Peggior attore di fiction: Manuela Arcuri
- Il trombato dell'anno: Cristina Parodi
- Peggior personaggio dell'anno: Barbara d'Urso
- Il miracolato dell'anno: Moreno Donadoni
- Bau Fiction: Pupetta - Il coraggio e la passione, Canale 5
- Lo scostumato: Emma
- Peggior spot: Renato Pozzetto in Oro Cash
- NanoRatto: Cielo che gol, Cielo
- Peggior programma di informazione e cul...tura: Ruby la guerra dei vent'anni, Canale 5
- Flop dell'anno: La scimmia, Italia 1
- Peggior programma di intrattenimento: Studio 5, Canale 5
- Ratta-touille: Cooking Simo, Cielo
- SocialRatto - Flavia Vento
- GiuRatto: Harrison Ford
- Le ultime parole famose: Valeria Marini sul suo matrimonio
- TeleRatto al coraggio: Michelle Bonev[18]

## Classifica dei personaggi più premiati
- 1º posto: Barbara d'Urso con 20 statuette.
- 2º posto: Paola Perego con 9 statuette.
- 3º posto: Federica Panicucci e Maria De Filippi con 5 statuette ciascuna.